# Hol idrettsplass
De Hol idrettsplass is een ijsbaan in Hol in de provincie Buskerud in het zuiden van Noorwegen. De openlucht-natuurijsbaan is geopend in 1981 en ligt op 537 meter boven zeeniveau. Hiermee is het Europa's hoogste natuurlijke ijsbaan. Het reguliere schaatsseizoen is van half november tot eind februari/begin maart. De belangrijkste wedstrijden die er ooit zijn gehouden zijn het Noorse allround kampioenschap van 1981 voor vrouwen en het Noorse kampioenschap sprint van 2016. 
De ijsbaan wordt gebruikt door de sportvereniging Hol Idrettslag, die bekende schaatsers heeft voortgebracht als Ådne Søndrål, Håvard Bøkko, Christoffer Fagerli Rukke en Hege Bøkko.

## Nationale kampioenschappen
- 1981 - NK allround vrouwen
- 2016 - NK sprint mannen/vrouwen